# OpenBIOS
OpenBIOS – wolna, przenośna wersja BIOS, zgodna z IEEE 1275-1994 (Open Firmware), czyli zawierająca zestaw instrukcji niezależnych od urządzenia (co pozwoli uruchamiać system z kart rozszerzeń), mająca pracować na wszystkich popularnych platformach, jak x86, Alpha, AMD64, IPF, a także w systemach zagnieżdżonych, gdzie zunifikowany firmware znacznie ułatwi przenośność.
Open Firmware można znaleźć w wielu serwerach, istnieją też komercyjne implementacje SUN, Firmworks, CodeGen, Apple, IBM.